# José Oscar Bernardi
José Oscar Bernardi (Monte Siao, el 20 de juny de 1954), també conegut com a Oscar va ser un futbolista brasiler i entrenador.
Va destacar com a jugador a São Paulo Futebol Clube i Ponte Preta.
Va jugar com a defensa amb la selecció brasilera a les copes del Món del 1978, 1982, i com a reserva en 1986. Va ser un total de 60 cops internacional per al Brasil entre abril de 1978 i maig de 1986.